# Sphaerolaimus macrocirculus
Sphaerolaimus macrocirculus är en rundmaskart. Sphaerolaimus macrocirculus ingår i släktet Sphaerolaimus, och familjen Sphaerolaimidae. Arten är reproducerande i Sverige.